# Сан-Бартоломе-Куауихматлак
Сан-Бартоломе-Куауихматлак (исп. San Bartolomé Cuahuixmatlac) — муниципалитет в Мексике, входит в штат Тласкала. Население 3433 человека.